# Chiesa di San Leonardo (Montepescali)
La chiesa di San Leonardo era un edificio religioso situato nel centro storico di Montepescali. La sua ubicazione era di fronte alla chiesa dei Santi Stefano e Lorenzo.
Di origini medievali, l'edificio religioso si presentava in stile romanico. La chiesa ha continuato a svolgere le funzioni di luogo di culto fino agli anni trenta del secolo scorso, quando ne fu deciso l'abbattimento per la costruzione dell'edificio che attualmente ospita la scuola elementare.
Pur non essendo numerose le notizie storiche, la dedicazione a san Leonardo lascia supporre l'originaria presenza di un annesso spedale che poteva fare capo prima ai templari e poi ai gerosolimitani.